# Lei è la mia ossessione
Lei è la mia ossessione (Dangerous Lessons) è un film thriller del 2015 diretto da Jacobo Rispa e Damián Romay.

## Trama
Stephanie è un'attraente insegnante di biologia, è sposata con un uomo d'affari, Michael, ed ha una figlia adolescente di nome Nicole. 
I rapporti col marito cominciano ad incrinarsi a causa delle scarse attenzioni che lui le dedica, poiché si ritrova sempre impegnato con il lavoro. Anche con la figlia i rapporti non sono ottimali, è la classica adolescente che trascorre molte ore al cellulare ed ha poca comunicazione con la madre.
Un giorno, a scuola, mentre Stephanie insegna, riceve in classe un nuovo studente di nome James, il quale svilupperà da subito un'ossessione per lei.
Alla gita di classe tra i due scatterà un bacio, del quale però Stephanie si pentirà subito dopo.
Il ragazzo vive in una roulotte fatiscente con una madre alcolizzata, la quale cambia diversi compagni che adottano il medesimo comportamento nei suoi confronti: sono violenti e non esitano a fare violenza anche su James.
Pur di avvicinarsi alla professoressa, James comincia ad uscire con la figlia. Una sera infatti si presenta a casa sua e bacia Stephanie, con l'intento di farle capire che lui è ancora innamorato di lei, ma Stephanie lo respinge e lo caccia di casa.
Da quel momento lui escogiterà un piano per uccidere Stephanie: attira la figlia a casa sua, la lega e chiama Stephanie, la quale nel frattempo è venuta a sapere di alcuni precedenti omicidi commessi dal ragazzo, nei confronti di altre donne delle quali si era innamorato senza essere ricambiato.
Quando Stephanie raggiunge Nicole comincia una colluttazione. Mentre James cerca di soffocare la professoressa, sua madre arriva alle spalle con un fucile e gli spara.
Il film termina con la famiglia di Stephanie più unita che mai, mentre James è in ospedale. La scena finale allude chiaramente al fatto che James abbia preso di mira un'altra donna, un'infermiera che si è presa cura di lui.